# Paranthura algicola
Paranthura algicola là một loài chân đều trong họ Paranthuridae. Loài này được Nunomura miêu tả khoa học năm 1978.